# Pedro I de Genebra
Pedro  I de Genebra (? - †1392) foi Condes de Genebra de 1370 até 1392. Um dos dez filhos de Amadeu III de Genebra e de Matilde de Auvergne que estiveram à frente do condado, Pedro sucedeu ao seu irmão João.
Pedro foi cónego em Lille e em St. Lamberb em Liège em 1358. Chanceler do bispo de Amiens em 1365 e Conde de Genebra a partir de 1370 em consequência da morte do seu irmão João.
A 2 Maio 1374 casou-se com Margarida de Joinville, viúva de João de Borgonha.
Em 1380 o seu irmão Roberto II de Genebra é eleito como  Antipapa Clemente VII, em competição com o papa de Roma Papa Urbano VI. Assim começou o Grande Cisma do Ocidente.
Em 1382 Pedro é um dos chefes da tropa que Amadeu VI de Saboia envia em Itália para ajudar Luís I, Duque de Anjou a conquistar o Reino de Nápoles.
Pedro passará o fim da sua vida junto ao irmão em Avinhão para o ajudar a assentar o seu poder.
| Antecessor        | Pedro I de Genebra (?- †1392) | Sucessor              |
| ----------------- | ----------------------------- | --------------------- |
| João I de Genebra | Conde de Genebra 1370- 1392   | Roberto II de Genebra |